# Rafael Ábalos
Rafael Ábalos (Archidona, 12 ottobre 1956) è uno scrittore e avvocato spagnolo.
È famoso soprattutto per il romanzo Grimpow. Il sentiero invisibile, che in Spagna ha venduto più di 150 000 copie e che è stato tradotto in 25 lingue.
Un altro suo romanzo di successo è Kôt. Un enigma lungo mille anni.
In Italia le sue opere sono edite da Mondadori.

## Opere
- Bufo soñador en la galaxia de la tristeza, Debate, 2000, ISBN 84-8306-356-5
- El visitante del laberinto, Debate, 2001, ISBN 84-8306-470-7
- Grimpow. Il sentiero invisibile, Mondadori, 2005
- Kôt. Un enigma lungo mille anni, 2007
- Grimpow. L'ultima strega, Mondadori, 2010 (Grimpow y la bruja de la estirpe, Montena, 2009) ISBN 84-8441-527-9